# Barletta
Barletta je mesto in občina v Apuliji v jugovzhodni Italiji. Barletta je comune, skupaj z Andrio in Tranijem, pokrajine Barletta-Andria-Trani. Ima okoli 95.000 prebivalcev.
Mestno ozemlje spada v Valle dell'Ofanto. Reka Ofanto prečka podeželje in tvori mejo med ozemljem Barletta in ozemljem Margherita di Savoia. Ustje reke je na ozemlju Barlette.
Območje Barletta vključuje tudi del bojnega polja pri Kanah (lat. Cannae). To je zelo pomembno arheološko najdišče, ki se ga spominjajo po veliki bitki leta 216 pr. n. št. med Rimljani in Kartažani, zmagal je Hanibal. Mesto je bilo leta 2005 zaradi čudovite arhitekture prepoznano kot Città d'Arte (mesto umetnosti) v Apuliji. Mesto Kane (lat. Cannae) je cvetelo v rimskem obdobju, nato pa so ga po vrsti izčrpavajočih saracenskih napadov dokončno uničili Normani in nato v zgodnjem srednjem veku zapustili.
Barletta je dom Kolosa iz Barletta, bronastega kipa, ki predstavlja rimskega cesarja (morda Teodozija II.). Ta kip, ki ga prebivalci Barlette imenujejo Eraclio, je visok približno 4 metre in ostaja največji kip, ki je preživel iz poznega rimskega cesarstva (tj. Rimskega cesarstva po Konstantinu). Po lokalni ljudski zgodbi je Eraclio mesto rešil pred napadom Saracenov. Ko je videl, da se saracenske ladje približujejo Barlettini obali, jih je Eraclio čakal na morski obali. Tu se je obnašal, kot da bi jokal, zato so ga Saraceni vprašali, zakaj je žalosten, Eraclio pa je odgovoril, da je žalosten, ker je najmanjši med Barlettinimi prebivalci in zato so se vsi norčevali iz njega. Saraceni so mislili, da so vsi Barlettini prebivalci velikani, zato so zapustili obalo, saj so se bali soočiti se z njimi.
Leta 1503 je bila Barletta prizorišče disfida di Barletta ("Dvoboj v Barlettu"), bitke, v kateri je 13 italijanskih vitezov pod poveljstvom Ettoreja Fieramosca izzvalo in premagalo enako število francoskih vitezov, ki so bili takrat vojni ujetniki, v dvoboju v bližini Andrie. To epizodo je leta 1833 dokumentiral Massimo d'Azeglio, ki je napisal roman Ettore Fieramosca o la Disfida di Barletta. V knjigi avtor to epizodo obravnava kot eno prvih manifestacij italijanskega nacionalnega ponosa.
Takrat so mesto precej ohlapno oblegale francoske sile, zasedla pa ga je španska vojska pod poveljstvom Gonzala de Cordobe, "velikega kapitana".
Barletta ima eno zlato medaljo za vojaško hrabrost in drugo za civilno hrabrost, za svoj odpor proti vdoru nemških Fallschirmjägerjev, ki so uničili pristanišče, da bi preprečili, da bi padlo nedotaknjeno v roke napredujoče britanske osme armade med drugo svetovno vojno.

## Geografija
Barletta leži na jadranski obali, kjer je kamnita obala prekrita z muljem iz reke Ofanto. Reka tvori mejo pokrajin Bari in Foggia in je vedno vplivala na kmetijske dejavnosti tega območja. Reka označuje tudi prehod od Murgie do rodovitne ravnice Tavoliere, ki se začne v mestu Barletta.
Barletta je na jugozahodnem koncu zaliva Manfredonia in nasproti rta Gargano. Na njenih mejah so: jadranska obala na severu, Trani 12 kilometrov proti jugovzhodu, Canosa di Puglia 22 kilometrov jugozahodno, ustje reke Ofanto 5 kilometrov severozahodno in mesto Margherita di Savoia 13 kilometrov zahodno. Leži na nizki ravnini, ki se giblje od 10 do 15 metrov nad morsko gladino. Površje se razprostira na površini 14.471 hektarjev in ima dolžino (od vzhoda proti zahodu) približno 6 kilometrov, širino (sever proti jugu) približno 2 kilometra in obseg približno 13 kilometrov.
Podnebje umirja morje. Pihajo običajno južni vetrovi. Padavin je malo; Barletta prejme 500 milimetrov dežja letno, večina dežja pade jeseni in pozimi, med katerimi se pojavljajo celodnevne poplave. Med drugo polovico junija in prvo polovico avgusta je dežja minimalno.
Comune je sestavljena iz dveh delov, Montaltino in Fiumara. Občine poleg Barlette so: Andria, Canosa di Puglia, Margherita di Savoia, San Ferdinando di Puglia, Trani in Trinitapoli.
Mesto je obdarjeno z zelo dolgo, peščeno obalo, ki se razteza tako na vzhodu kot na zahodu od trgovskega pristanišča. Ob obali so različne privlačne plaže z drevesi na zahodu.

## Zgodovina
Mesto Barletta se je razvilo veliko pred rimsko dobo, Grki in Rimljani so ga poznali kot Bardulos ali Barulum, njegov izvor pa sega sto let pred prihodom obeh v regijo, kot je razvidno iz najdbe apulijske naselbine (4. stoletje pr. n. št.) in izpeljava njegovega imena 'Baal-El' iz feničanskega. Feničani so najprej ustanovili trgovsko postojanko za trgovino z lokalnimi plemeni, Etruščani pa bolj na severu. Tu je bil sprva med drugim trgovskim blagom, uvoz do tedaj neznanega vina, kasneje pa se je območje izkazalo za plodno lego za njegovo pridelavo in izvoz. Ta uvod je bil tako uspešen, da je to območje postalo znano Feničanom kot »Dežela vina«, ime, ki so ga Grki sčasoma prevedli kot Oenotria (Οἴνωτρες, kar pomeni "pleme, ki ga vodi Oenotrus" ali "ljudje iz dežele vinske trte - Οἰνωτρία").
V srednjem veku je bila trdnjava Normanov in Langobardov, ki je postala pomembna postojanka za križarje in tevtonske viteze in templjarje ter viteze sv. Janeza. Po muslimanskem osvajanju Svete dežele so se nazaretski nadškofje zatekli v Barletto (trajno leta 1327).
Potem ko je priseljevanje iz bližnje Kane povečalo svoje prebivalstvo zaradi uničenja Kane s strani Normanov, je mesto Barletta preživelo svoja obdobja največjega sijaja pod kraljem Friderikom II., nato pa še pod neapeljskimi anžujskimi kralji.
Na začetku 16. stoletja, med gverilsko vojno med Francozi in Španci zaradi posesti južne Italije, je bilo mesto prizorišče zgodovinske zmage italijanskih vitezov nad francoskimi ujetniki, ki je postalo znano kot Izziv Barletta (13. februarja 1503). To se je zgodilo med okupacijo mesta s strani Gonzala de Cordobe in je služilo kot priročna preusmeritev za njegovo nemirno oblegano vojsko. Kasneje je mesto služilo kot trdnjava za španske vladarje južne Italije. Leta 1528 so ga zaplenile francoske čete pod vodstvom Odeta de Foixa.
Mesto je bilo med letoma 1806 in 1927 glavno mesto okrožja in sedež spodnje prefekture 120 let in se je med napoleonskimi vojnami postavilo na stran Francozov pod Joachimom Muratom.
Med združitvijo in po njej je bilo mesto Barletta tako revno kot večina južne Italije. Posledično sta bila higiena in zdravje še posebej slaba. Različne vrste bolezni so pestile prebivalstvo, kot so tuberkuloza, driska, pljučnica, črne koze, malarija itd. Ocenjuje se, da je trahom prizadel 15 % prebivalstva. Najbolj grozljiva bolezen, ki jo je prinesla revščina, je bila kolera. Izbruhi kolere so se v mestu zgodili v letih 1836, 1854, 1865, 1866, 1867, 1886 in končno leta 1910, ko so bacil v Barletto prinesli ribiči in ubil na desetine tisoč ljudi po vsej južni Italiji.
Med drugo svetovno vojno je bilo mesto prizorišče prve epizode italijanskega spopada z nemškimi četami, ko je bil bataljon Fallschirmjäger (padalcev) poslan iz Foggie v Barletto, da bi uničil pristanišče, preden bi lahko prispela britanska 8. armada, italijanski garnizon se je po kratkem boju predal in si s tem prislužil zlato medaljo za vojaško hrabrost in civilne zasluge.
Po vojni je bil kraj begunskega taborišča.

## Glavne znamenitosti
Glavne znamenitosti mesta so:
- Grad Barletta, zgradba, ki so jo v 10. stoletju sprva postavili Normani kot tipično zgradbo mota s podgradjem. V obdobju križarskih vojn je bil uporabljen kot hostel za vojake, ki so odhajali v Sveto deželo. Pod vladavino Friderika II. med letoma 1225 in 1228 je bil nadgrajen in močno razširjen. To ustreza obdobju, v katerem se je od tod začela šesta križarska vojna. Grad je bil kasneje razširjen pod Anžujci, ko je Barletta leta 1527 postalo pomembno središče aragonsko-španskega nadzora na tem območju. Karel V. Habsburški je dal stavbo ponovno razširiti in dodati štiri masivne bastijone, da je ustvaril sedanjo obliko trdnjave. Leta 1915 je trdnjavo, takrat v uporabi kot vojašnica in vojaška skladišča, bombardirala avstro-ogrska križarka SMS Helgoland. Septembra 1943 je šlo za postavitev italijanske vojaške obrambne enote proti nemški vojski.
- Kolos iz Barletta: velik bronast kip rimskega cesarja.
- Bazilika svetega groba (Basilica of San Sepolcro): ta romanska cerkev s posebnimi orientalskimi vplivi iz Jeruzalema je bila zgrajena v 12. stoletju v bližini Kolosa in je nekdanji sedež Malteških vitezov zunaj mestnega obzidja. Stala je ob bolnišnici za romarje (zdaj porušena) v Sveto deželo v srednjem veku. Fasada predstavlja baročni slog.
- Stolnica Santa Maria Maggiore: postavljena na nekdanjem mestu Neptunovega templja, je primer zlitja gotskega in rimskega sloga. V njeni notranjosti so na nižji ravni grobnice grotticella iz 3. stoletja pr. n. št., nad katerimi je paleokrščanska bazilika (6. stoletje n. št.), ki ji je bila v 9. stoletju dodana še ena bazilika. V 12. stoletju je bila postavljena nova stavba v romanskem slogu, posvečena leta 1267; ta je bila v 14. stoletju obnovljena v gotskem slogu
- San Giacomo: cerkev iz 11. stoletja, poimenovana po svetem Jakobu Velikem (Matamoros ali ubijalec Saracenov), je bila postavljena na mestu, kjer je bil v rimskih časih Izidin tempelj. Zrušil ga je potres, ki je skoraj zrušil mesto Barletta; kmalu je bil  obnovljen in ponovno posvečen leta 1751.
- Palača Marra: baročna palača zunaj Salenta, v kateri je zdaj Pinacoteca Giuseppe De Nittis.
- Canne della Battaglia]]: arheološko najdišče, lokacija  bitke pri Kanah.

## Gospodarstvo
Barletta je mesto, katerega gospodarstvo temelji na proizvodnji betona in cementa. V manjši meri je tudi mesto kmetijstva, med katerimi sta najbolj razširjeni pridelki grozdje in oljke.

## Pobratena mesta
Barletta je pobratena s:
- Herceg Novi, Montenegro[5]